# Penicilin

Obecný vzorec penicilinů

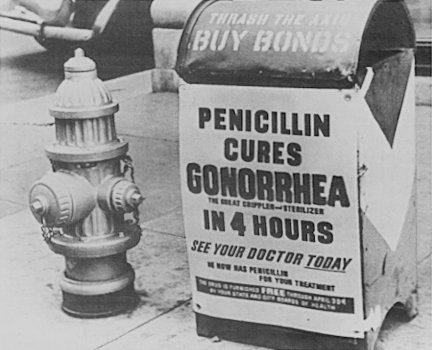
Nápis „penicilin léčí kapavku za 4 hodiny“ na reklamním letáku z druhé světové války

Penicilin (někdy také penicilín) je v širším slova smyslu označení pro skupinu antibiotik s dlouhou tradicí výroby. Řadí se mezi beta-laktamová antibiotika. Jejich jméno je odvozené od plísně Penicillium (štětičkovec), v níž byla tato látka poprvé identifikována.

## Chemické vlastnosti
Penicilin je z chemického hlediska bicyklická organická kyselina se vzorcem (CH3)2C5H3NSO(COOH)NHCOR (kde R znamená funkční zbytek). Je mírně rozpustná ve vodě, lépe se rozpouští v ethanolu, etheru, chloroformu a organických rozpouštědlech. Molekula penicilinu se v podstatě skládá z dvou spojených aminokyselin, cysteinu a valinu. Konkrétní struktura se však liší podle skupiny, jež je navěšena na některá místa penicilinové molekuly. Na tomto základě se rozlišuje například penicilin F, G, K, N, O, S, V či X.

## Účinky penicilinu
Peniciliny, podobně jako ostatní beta-laktamová antibiotika, působí baktericidně. Jsou vysoce účinná a mají nízkou toxicitu. Užívají se převážně proti grampozitivním bakteriím, účinkují např. na streptokoky, mnohé stafylokoky, listerie, bacily, klostridia, aktinomycety. Vykazují však i účinek proti jistým gramnegativním bakteriím, jako jsou neisserie, borrelie, treponemy či leptospiry. Beta-laktamová antibiotika včetně penicilinu obecně brzdí syntézu bakteriálních buněčných stěn, protože se vážou na určité významné enzymy (transpeptidázy a karboxypeptidázy) účastnící se syntézy peptidoglykanu. Zřejmě také nepřímo aktivují autolyziny, enzymy, které způsobí buněčnou smrt (lýzi) bakterií.
Určité kmeny jmenovaných bakterií si však mohou vyvinout proti penicilinu rezistenci, a to několika způsoby. Některé bakterie mají pozměněnou strukturu jmenovaných enzymů transpeptidáz a karboxypeptidáz, čímž se zamezí navázání penicilinu. Jindy jsou bakterie schopné tvořit penicilinázu (typ beta-laktamázy), tedy enzym, jenž rozkládá penicilin a tím pádem ho zneškodňuje.

## Historie výzkumu
V plísni Penicillium chrysogenum (též P. notatum) toto antibiotikum objevil Alexander Fleming v roce 1928. Všiml si, že v Petriho misce s bakteriemi roste plíseň, která zabíjí okolní bakterie. Až v roce 1939 však angličtí vědci Howard Walter Florey a Ernst Boris Chain využili Flemingových pozorování a podařilo se jim izolovat penicilin. Všichni tři tito vědci získali v roce 1945 Nobelovu cenu za fyziologii a medicínu. V českých zemích byl penicilin (pod označením BF Mykoin 510) poprvé připraven v roce 1944 v chemicko-farmaceutické továrně Benjamin Fragner (vedené Jiřím Fragnerem) v Dolních Měcholupech (dnes Zentiva).
Odhaduje se, že penicilin zachránil 82 milionů životů.